# Maria Sidonia di Sassonia
Maria Sidonia di Sassonia (nome completo Maria Sidonia Ludovica Mathilde Wilhelmine Auguste Xaveria Baptista Nepomucena Veronica Hyacinthia Deodata; Pillnitz, 16 agosto 1834 – Dresda, 1º marzo 1862) fu principessa di Sassonia e membro della casata di Wettin.

## Biografia

### Infanzia
Maria Sidonia di Sassonia nacque nel 1834, suo padre Giovanni non era ancora re della Sassonia (infatti divenne re nel 1854). Il suo nome rende omaggio alla sua lontana antenata, la principessa Sidonia di Boemia. Sidonia era la sorella minore di re Alberto di Sassonia e anche la cugina di primo grado di Francesco Giuseppe I d'Austria. Fu dama degli Ordini della Croce Stellata e di Sant'Elisabetta.

### Progetti coniugali
Per Maria Sidonia erano stati organizzati progetti matrimoniali; i candidati menzionati sono:
- Francesco Giuseppe I d'Austria (candidato tra 1850 e 1852): i giornali del Regno di Sassonia sostengono che il contratto di matrimonio è stato stipulato tra Sidonia e il suo cugino di primo grado Francesco Giuseppe. Questa unione avrebbe un'importanza politica di primo livello: la Sassonia troverebbe sostegno contro la Prussia e l'Austria si avvicinerebbe al regno di Sassonia, il più grande della Germania dopo la Baviera. Infine, nel 1854, Francesco Giuseppe sposò un'altra delle sue cugine di primo grado: Elisabetta di Baviera (Sissi).
- Federico I di Baden (candidato nella primavera 1853): la differenza nella religione pone fine a questo progetto.
- Napoleone Giuseppe Carlo Paolo Bonaparte (candidato in maggio 1857): questo progetto è quasi immediatamente negato.
- Vittorio Emanuele II di Savoia (candidato in giugno 1857): recentemente vedovo, si dice che il re di Sardegna abbia messo gli occhi su Sidonia.
- Filippo del Belgio, conte delle Fiandre (candidato nella primavera 1858): quando suo fratello, il futuro Leopoldo II visita Dresda, la stampa immagina che abbia chiesto la mano di Sidonia.

Nonostante i candidati, la principessa Maria Sidonia rimarrà nubile per tutta la vita.

### Morte
Maria Sidonia si ammala di febbre tifoide, resiste per diversi mesi, ma muore il 1º marzo del 1862 a Dresda all'età di 28 anni. È sepolta nella Cripta Wettin nella Cattedrale della Santissima Trinità di Dresda.

## Ascendenza
|                                    |                                            |                                          | Genitori                                        |  |  | Nonni |  |  | Bisnonni                       |  |  | Trisnonni              |  |
|                                    |                                            |                                          |                                                 |  |  |       |  |  | Federico Cristiano di Sassonia |  |  | Augusto III di Polonia |  |
|                                    |                                            |                                          |                                                 |  |  |       |  |  | Federico Cristiano di Sassonia |  |  | Augusto III di Polonia |  |
|                                    |                                            | Maria Giuseppa d'Austria                 |                                                 |  |  |       |  |  | Federico Cristiano di Sassonia |  |  |                        |  |
| Massimiliano di Sassonia           |                                            |                                          |                                                 |  |  |       |  |  | Federico Cristiano di Sassonia |  |  |                        |  |
|                                    |                                            | Maria Antonia di Baviera                 | Carlo VII di Baviera                            |  |  |       |  |  |                                |  |  |                        |  |
|                                    |                                            | Maria Antonia di Baviera                 | Carlo VII di Baviera                            |  |  |       |  |  |                                |  |  |                        |  |
|                                    |                                            | Maria Antonia di Baviera                 | Maria Amalia d'Asburgo                          |  |  |       |  |  |                                |  |  |                        |  |
| Giovanni di Sassonia               |                                            | Maria Antonia di Baviera                 |                                                 |  |  |       |  |  |                                |  |  |                        |  |
|                                    |                                            | Ferdinando I di Parma                    | Filippo I di Parma                              |  |  |       |  |  |                                |  |  |                        |  |
|                                    |                                            | Ferdinando I di Parma                    | Filippo I di Parma                              |  |  |       |  |  |                                |  |  |                        |  |
|                                    |                                            | Ferdinando I di Parma                    | Luisa Elisabetta di Borbone-Francia             |  |  |       |  |  |                                |  |  |                        |  |
| Carolina di Borbone-Parma          |                                            | Ferdinando I di Parma                    |                                                 |  |  |       |  |  |                                |  |  |                        |  |
|                                    |                                            | Maria Amalia d'Asburgo-Lorena            | Francesco I di Lorena                           |  |  |       |  |  |                                |  |  |                        |  |
|                                    |                                            | Maria Amalia d'Asburgo-Lorena            | Francesco I di Lorena                           |  |  |       |  |  |                                |  |  |                        |  |
|                                    |                                            | Maria Amalia d'Asburgo-Lorena            | Maria Teresa d'Austria                          |  |  |       |  |  |                                |  |  |                        |  |
| Maria Sidonia di Sassonia          |                                            | Maria Amalia d'Asburgo-Lorena            |                                                 |  |  |       |  |  |                                |  |  |                        |  |
|                                    | Federico Michele di Zweibrücken-Birkenfeld | Cristiano III del Palatinato-Zweibrücken |                                                 |  |  |       |  |  |                                |  |  |                        |  |
|                                    | Federico Michele di Zweibrücken-Birkenfeld | Cristiano III del Palatinato-Zweibrücken |                                                 |  |  |       |  |  |                                |  |  |                        |  |
|                                    | Federico Michele di Zweibrücken-Birkenfeld | Carolina di Nassau-Saarbrücken           |                                                 |  |  |       |  |  |                                |  |  |                        |  |
| Massimiliano I Giuseppe di Baviera | Federico Michele di Zweibrücken-Birkenfeld |                                          |                                                 |  |  |       |  |  |                                |  |  |                        |  |
|                                    |                                            | Maria Francesca del Palatinato-Sulzbach  | Giuseppe Carlo del Palatinato-Sulzbach          |  |  |       |  |  |                                |  |  |                        |  |
|                                    |                                            | Maria Francesca del Palatinato-Sulzbach  | Giuseppe Carlo del Palatinato-Sulzbach          |  |  |       |  |  |                                |  |  |                        |  |
|                                    |                                            | Maria Francesca del Palatinato-Sulzbach  | Elisabetta Augusta Sofia del Palatinato-Neuburg |  |  |       |  |  |                                |  |  |                        |  |
| Amalia Augusta di Baviera          |                                            | Maria Francesca del Palatinato-Sulzbach  |                                                 |  |  |       |  |  |                                |  |  |                        |  |
|                                    |                                            | Carlo Luigi di Baden                     | Carlo Federico di Baden                         |  |  |       |  |  |                                |  |  |                        |  |
|                                    |                                            | Carlo Luigi di Baden                     | Carlo Federico di Baden                         |  |  |       |  |  |                                |  |  |                        |  |
|                                    |                                            | Carlo Luigi di Baden                     | Carolina Luisa d'Assia-Darmstadt                |  |  |       |  |  |                                |  |  |                        |  |
| Carolina di Baden                  |                                            | Carlo Luigi di Baden                     |                                                 |  |  |       |  |  |                                |  |  |                        |  |
|                                    |                                            | Amalia d'Assia-Darmstadt                 | Luigi IX d'Assia-Darmstadt                      |  |  |       |  |  |                                |  |  |                        |  |
|                                    |                                            | Amalia d'Assia-Darmstadt                 | Luigi IX d'Assia-Darmstadt                      |  |  |       |  |  |                                |  |  |                        |  |
|                                    |                                            | Amalia d'Assia-Darmstadt                 | Carolina del Palatinato-Zweibrücken-Birkenfeld  |  |  |       |  |  |                                |  |  |                        |  |
|                                    |                                            | Amalia d'Assia-Darmstadt                 |                                                 |  |  |       |  |  |                                |  |  |                        |  |